# Крушение на станции Соутолл
Крушение поездов на станции Соутолл — железнодорожная катастрофа, произошедшая в пятницу 19 сентября 1997 года на станции Соутолл в одноимённом районе Лондона. В результате касательного столкновения пассажирского поезда с грузовым погибли 7 человек.

## Крушение
Скоростной дизель-поезд InterCity 125 компании «Great Western Trains», ведомый двумя тепловозами BR Class 43 (43173 и 43163), в 10:32 по местному времени отправился из Суонси в Лондон с неисправной системой автоматического предупреждения (британский аналог АЛС). Состав был переполнен, и некоторым пассажирам приходилось стоять в проходах и тамбурах. Управлял скоростным поездом в тот день 52-летний Ларри Харрисон. Навстречу ему направлялся грузовой поезд, состоящий из 20 порожних вагонов-хопперов, ведомый тепловозом BR Class 59. Состав следовал из депо в Аллингтоне (графство Кент) на станцию «Уэст Дрейтон», расположенную на западе Лондона (третья от станции «Соутолл»). Грузовой поезд следовал по главному пути, а пассажирский по примыкающему, на станции Соутолл IC 125 должен был остановиться перед стрелкой и пропустить грузовой состав.
На станции «Соутолл» IC 125 проехал на запрещающий сигнал светофора и в 13:15 протаранил восьмой вагон грузового поезда. Суммарная скорость поездов в момент столкновения составила 112 км/ч. В результате столкновения 6 пассажиров погибли на месте, 1 скончался в больнице, 212 человек получили ранения, из них 139 были госпитализированы, в том числе и машинист пассажирского поезда, который проигнорировал жёлтый сигнал светофора, предупреждающий, что путь после следующего сигнала закрыт. Сильнее всего пострадали первые два вагона IC 125, семеро погибших пассажиров ехали именно в них. Через тридцать минут после столкновения на месте происшествия была организована полномасштабная спасательная операция.

## Причины
Главной причиной крушения явилась невнимательность машиниста InterCity 125. Он не заметил жёлтый сигнал. На допросе выяснилось, что машинист в это время был занят тем, что укладывал документы в сумку. По его словам, он в последний момент поднял глаза и увидел запрещающий сигнал, после чего применил экстренное торможение, но предотвратить катастрофу это уже не могло. Неисправность системы автоматического предупреждения (САП) не считалась тогда критичной поломкой, машинистам разрешалось вести поезд, полагаясь лишь на своё зрение. Однако в данном случае САП могла бы предотвратить столкновение: при проезде жёлтого сигнала в кабине бы раздался резкий жужжащий звук зуммера.

## Последствия
По факту крушения поездов было возбуждено уголовное дело. Обвинения в убийстве были предъявлены машинисту пассажирского поезда, однако в июле 1999 года они были сняты. Сам же машинист виновным себя не считал, по его мнению, в трагедии, в первую очередь, виновна компания «Great Western Trains», по распоряжению которой поезд вышел в рейс с неисправной системой автоматического предупреждения. После аварии Ларри Харрисон ушёл с поста машиниста.
Виновником аварии была признана компания «Great Western Trains», которой принадлежал скоростной поезд. Она была оштрафована на 1,5 миллиона фунтов стерлингов за эксплуатацию неисправной САП и отсутствие системы, обеспечивающей безопасное движение скоростных поездов на случай отказа САП.
Тепловоз Class 43-173 был отправлен на слом.

## Принятые меры
Исправность автоматической системы предупреждения стала обязательным условием выхода поезда в рейс. После Паддингтонского крушения, одной из причин которого стали недостатки САП, она была доработана. Теперь в случае проезда на красный свет поезд остановится автоматически, а при проезде на жёлтый свет машинист в течение 2,7 секунд должен нажать кнопку подтверждения, в противном случае поезд экстренно остановится сам. Обновлённая система призвана полностью исключить человеческий фактор.